# (35789) 1999 JF25
1999 JF25 (asteroide 35789) é um asteroide da cintura principal. Possui uma excentricidade de 0.12665520 e uma inclinação de 3.79765º.
Este asteroide foi descoberto no dia 10 de maio de 1999 por LINEAR em Socorro.